# Chiropsalmus
Chiropsalmus Agassiz, 1862 è un genere di cnidari della famiglia Chiropsalmidae.

## Descrizione
Le Chiropsalmus sono state descritte inizialmente a partire dalla C. quadrumanus, sotto il nome di Tamoya quadrumanus F. Müller, 1859.
Come in tutti i Chirodropida, le meduse del genere Chiropsalmus hanno una base muscolare ramificata (i pedalia) agli angoli della campana cubica dalla quale dipartono numerosi tentacoli, a volte essi stessi ramificati. Al contrario delle meduse Chiropsoides Southcott, 1956 che hanno pedalia unilateri, i pedalia nelle Chiropsalmus sono bilateri.
Queste meduse hanno inoltre quattro sacchetti gastrici lisci e senza ramificazioni né filamenti. Inoltre le otto gonadi sono a forma di foglia.

## Distribuzione e habitat
Queste meduse vivono in acque temperate e calde;  in mare aperto, anche se accade che vengano avvistati lungo le coste. Sono diffuse lungo le coste del Nord e Sudamerica. La specie C. quadrumanus  si incontra anche nel Pacifico, fra le isole Hawaii e l'Australia ed inoltre è stata registrata lungo le coste occidentali dell'Africa.

## Specie
Il genere include tre specie:
- C. alipes Gershwin, 2006
- C. quadrumanus Müller, 1859
- C. zygonema Haeckel, 1880 (nomen dubium)

Le seguenti specie invece sono state spostate nel 2006 nei generi Chirodectes o Chiropsoides:
- C. maculatus Cornelius, Fenner & Hore, 2005  (Chirodectes maculatus)
- C. quadrigatus Haeckel, 1880 (Chiropsoides quadrigatus)
- C. buitendijki van der Horst, 1907 (Chiropsoides buitendijki)